# Asulame
L'asulame (noms commerciaux : Asulox, Fougerox, etc.) est une substance active de produit phytosanitaire (ou produit phytopharmaceutique, ou pesticide), qui présente un effet herbicide, et qui appartient à la famille chimique des carbamates. Cette substance interdite d’utilisation en France depuis 2012, bénéficie de dérogations notamment pour utilisation dans les champs de canne à sucre des départements français d’outremer.

## Réglementation
- Réglementation européenne

La non approbation de cette substance est confirmée en 2011. « Les États membres veillent à ce que les autorisations de produits phytopharmaceutiques contenant de l’asulame soient retirées pour le 31 décembre 2011. (…) Tout délai de grâce accordé par un État membre conformément aux dispositions de l’article 46 du règlement (CE) no 1107/2009 est le plus court possible et expire au plus tard le 31 décembre 2012. »
- Réglementation française

Cette substance active est interdite d’utilisation en France depuis le 31 décembre 2012 (Journal Officiel de la République Française no 0285 du 06/11/2011 - NOR AGRG1129999V).
Cependant ce produit, sous la dénomination « asulox », bénéficie d’une prolongation de dérogation notamment pour utilisation dans les plantations de canne à sucre, à la suite de la demande initiale du député Bruno Nestor Azerot, relayant les professionnels de la canne,. Cette prolongation dérogatoire est toujours en vigueur en 2018, devant les 40 000 emplois de la filière dans les DOM et malgré le précédent « scandale du chlordécone »,.

## Caractéristiques physico-chimiques
Les caractéristiques physico-chimiques dont l'ordre de grandeur est indiqué ci-après, influencent les risques de transfert de cette substance active vers les eaux, et le risque de pollution des eaux :
- Hydrolyse à pH 7 : très stable,
- Solubilité : 534 000 mg·L-1,
- Durée de demi-vie : 7 jours. Ce paramètre, noté DT50, représente le potentiel de dégradation de cette substance active, et sa vitesse de dégradation dans le sol.
- Coefficient de partage octanol-eau :  . Ce paramètre, noté log Kow ou log P, mesure l’hydrophilie (valeurs faibles) ou la lipophilie (valeurs fortes) de la substance active.

## Écotoxicologie
Sur le plan de l’écotoxicologie, les concentrations létales 50 (CL50) dont l'ordre de grandeur est indiqué ci-après, sont observées :
- CL50 sur poissons : 5 mg·L-1,
- CL50 sur daphnies : 32 mg·L-1,

## Toxicité pour l’homme
Sur le plan de la toxicité pour l’Homme, selon l’EFSA, la dose journalière acceptable (DJA) est de l’ordre de : 0,4 mg·kg-1·j-1.